# Oxidationsverschleiß

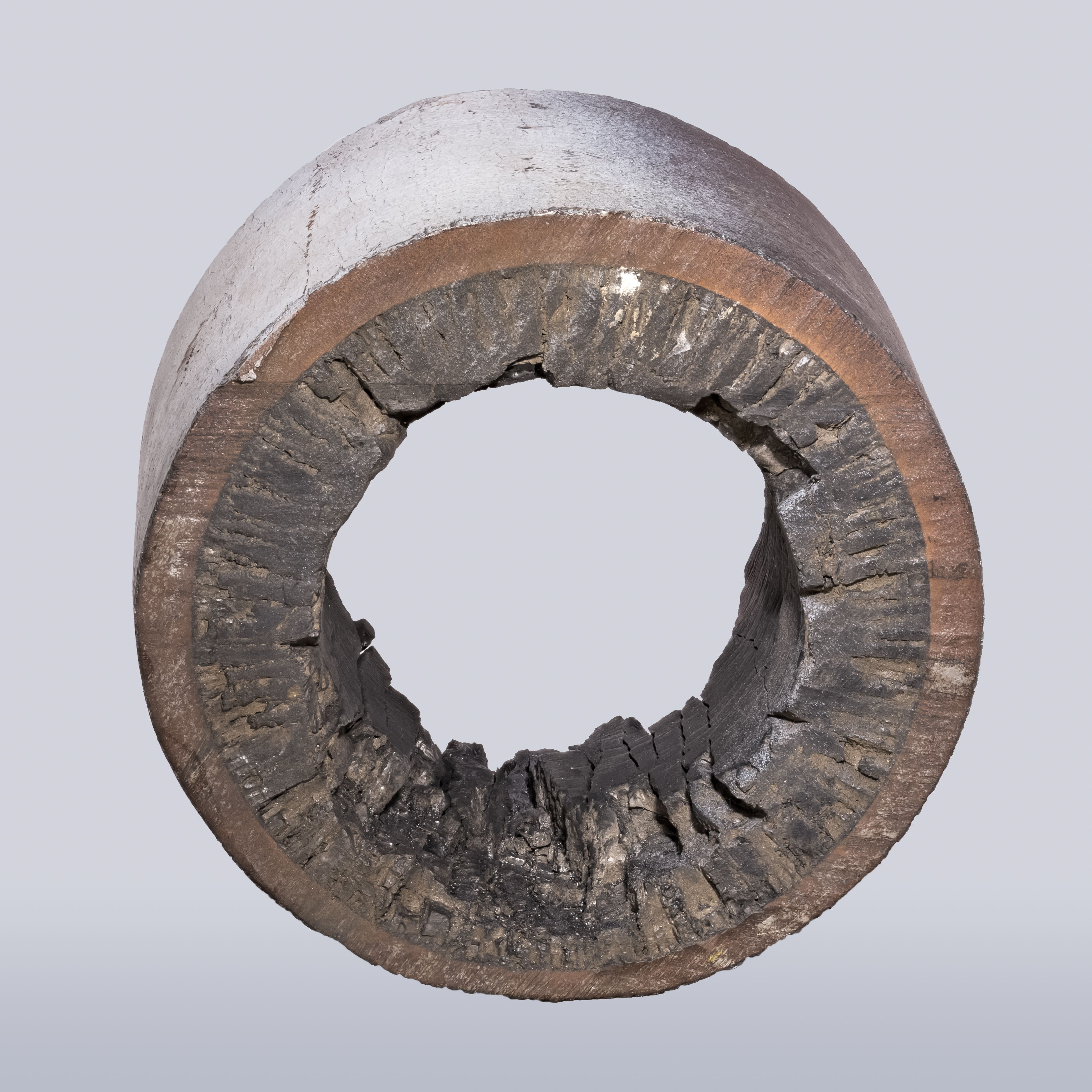
Verzunderung und Rohrreißer auf der Flammenseite eines Ofenrohrs

Oxidationsverschleiß, auch Verzunderung genannt, bezeichnet die durch direkte Reaktion mit Sauerstoff verursachte Korrosion von Metallen. Meist sind Verschleißerscheinungen von Schneidwerkzeugen (Verschleiß (Spanen)) gemeint, deren Oberfläche durch Luftsauerstoff oxidiert wird.
Die Oxidschicht bildet sich bevorzugt an Stellen der Schneidkante, an denen hohe Temperaturen auftreten und der Luftsauerstoff freien Zugang hat, dies zeigt sich als Kerbverschleiß.
Deutliche Oxidation hochwertiger Metalle tritt erst bei hohen Temperaturen ab ca. 700 °C auf. Die meisten Schneidwerkzeuge bestehen aus Hartmetall und enthalten Wolframcarbid in einer Cobaltmatrix. Beide Bestandteile sind oxidationsempfindlich. Die entstehende poröse Oxidschicht kann vom ablaufenden Span leicht abgetragen werden. Bei sehr hohen Temperaturen sind die Oxide flüchtig und verdampfen.
Oxidkeramische Schneidstoffe sind kaum anfällig, da Oxide wie Aluminiumoxid nicht weiter oxidiert werden können, allerdings können solche Schneiden z. B. Titanborid oder Titannitrid enthalten, das bei hohen Temperaturen oxidiert. Es gibt auch harte Carbide, die weniger oxidationsempfindlich als Wolframcarbid sind, beispielsweise Siliciumcarbid.
Beim Schneiden nichtmetallischer Stoffe (Holz, Kunststoffe) können auch Inhaltsstoffe oder Zersetzungsprodukte des Materials die Korrosion beschleunigen.